# Charles Taze Russell

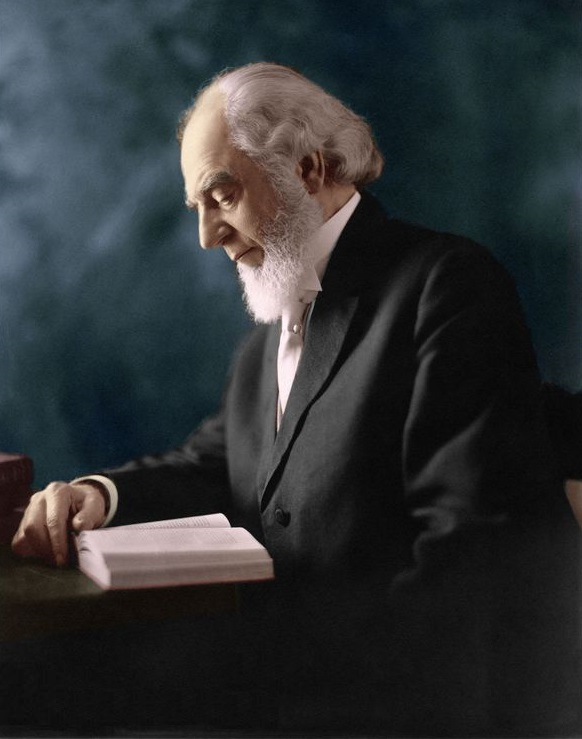
Ông Charles Taze Russell chủ bút của tạp chí Tháp canh đã có những tiên tri không thành hiện thực vào các năm 1874, năm 1875, năm 1878, năm 1914 nhưng những sự kiện đó đã không xảy ra và khiến cho ông Russell thất vọng, bị xem là tiên tri giả

Charles Taze Russell (sinh ngày 16 tháng 2 năm 1852– mất ngày 31 tháng 10 năm 1916), hay được biết đến với biệt danh Mục sư Russell là một mục sư Cơ Đốc Phục Lâm (Adventism) người Mỹ đến từ Pittsburgh thuộc bang Pennsylvania, và là người sáng lập phong trào Học viên Kinh thánh (Bible Student movement), một phong trào tôn giáo mới mà sau này đã phát triển thành giáo phái Nhân Chứng Giê-hô-va (Jehovah's Witnesses) ngày nay. Ông là một người theo chủ nghĩa phục quốc Do Thái đầu tiên. Ông bắt đầu cho xuất bản tạp chí "Tháp Canh của Si-ôn và Sứ giả về sự Hiện diện của Đấng Christ" (Zion's Watch Tower and Herald of Christ's Presence) vào năm 1879, tạp chí này hiện nay được biết đến với tên gọi "Tháp Canh". Tạp chí Tháp Canh dựa trên niềm tin và giáo lý nguyên thủy và mở rộng của Charles Taze Russell.

## Hành trạng
Charles Taze Russell vị Chủ tịch đầu tiên của Hiệp hội Tháp canh (Watch Tower Society/Watch Tower Bible and Tract Society of Pennsylvania) đã tính toán rằng năm 1874 là năm Ngày tái lâm của Đấng Christ và dạy rằng Đấng Christ vô hình hiện diện và cai trị từ trên trời kể từ năm đó. Russell tuyên bố sự trở lại vô hình của Chúa vào năm 1874, sự phục sinh của các thánh vào năm 1875, và dự đoán sự kết thúc của "mùa thu hoạch" của các vị thánh lên thiên đàng vào năm 1878, và sự kết thúc cuối cùng của "ngày thịnh nộ" vào năm 1914. Năm 1874 được coi là năm kết thúc 6.000 năm lịch sử loài người và bắt đầu sự phán xét của Chúa Kitô Một ấn phẩm của Hiệp hội Tháp Canh năm 1917 tiên đoán rằng vào năm 1918, Đức Chúa Trời sẽ bắt đầu hủy diệt các hội thánh và hàng triệu tín đồ và các nhân vật trong Kinh thánh như Abraham, Isaac, Jacob và David sẽ được hồi sinh thành các vị "hoàng tử".
Ông Charles Taze Russell lập nhóm Cơ Đốc phục lâm năm 1869 dạy rằng Chúa Jesus đã trở lại thế gian và cai trị vô hình vào năm 1874, họ tin rằng các tín nhân sẽ được cất lên để ở cùng với Chúa Jesus ba năm sau vào mùa xuân năm 1878 nhưng sự kiện đó đã không xảy ra và kiến cho ông Russell thất vọng, nhưng tuy thế ông vẫn tin chúa Jesus vẫn trở lại một cách vô hình vào năm 1874. Năm 1886, ông Russell dự báo chiến tranh tận thế sẽ xảy ra vào năm 1914 nhưng sự kiện đó đã không xảy ra có nghĩa là lời tiên tri giả khiến tinh thần những người theo ông bị suy sụp. Sau đó ông Franklin Rutherford lên làm lãnh đạo Hội Tháp Canh và dự báo ngày tận thế xảy ra vào năm 1925 nhưng một lần nữa thì lời tiên tri này lại sai lạc. Sau đó tổ chức này lại dự báo năm 1975 là ngày tận thế nhưng một lần nữa thì lời tiên tri đó lại sai lạc, không thành sự thật, họ giải thích rằng lý do không tận thế vì các tín nhân cá nhân họ đã mong đợi điều gì đó đã xảy ra, vì họ mong đợi ngày tận thế xảy ra vì thế nó đã không xảy ra. Ngày nay, Nhân Chứng Giê-hô-va hoạt động rộng khắp trên hơn 230 quốc gia và vùng lãnh thổ, với số bản dịch của các ấn phẩm lên đến hơn 1000 ngôn ngữ trong đó có cả Bản dịch Kinh Thánh chính của họ là bản dịch Thế Giới Mới.